# ハムスター
ハムスター（独: Hamster）は、キヌゲネズミ科キヌゲネズミ亜科（キヌゲネズミあか、Cricetinae）に属する齧歯類の総称。夜行性で草食寄りの雑食性である。肩まで広がる大きな頬袋を持つのが特徴。明治期の百科事典や博物学教本に腮鼠という漢字表記が見られる。狭義にはもっぱらゴールデンハムスター（別名シリアンハムスター）をさすが、かつてはクロハラハムスターを指す言葉であった。

## 語源
本来、「ハムスター」の指す動物はヨーロッパに分布するクロハラハムスターであり、ラテン語でハムスターを示す「cricetus」も属・種と共にクロハラハムスター（Cricetus cricetus）に使用されている。（なお、ゴールデンハムスターの属名「Mesocricetus」は「中ぐらいのハムスター」の意味）
古高ドイツ語には、hamustraという単語があり（元々1000年頃にコクゾウムシの意味で使われていた古い単語であったが）、1607年にはハムスター（クロハラハムスター）という意味で使われており、ヨーロッパに広く生息していたクロハラハムスターの語源となった。しかし、実験動物用としてドイツにゴールデンハムスター（独: Syrische Goldhamster）が伝来して増え、ゴールデンハムスターがHamsterの代名詞にとって変わった。
なお、語源である古高ドイツ語のhamustraにはもともと「強欲で大食い」というニュアンスがあり、一説として、その語源は古ロシア語のhoměstrǔあるいは、ペルシア語のhamaēstar（「圧迫者」）に由来していると説明されている。ドイツ語の「買いだめする、溜めこむ」という動詞ハムスターン（独: hamstern）は、hamsterの貯食の習性から相手を揶揄する言葉として派生した。

## 進化と分布
ハムスターの仲間を含むキヌゲネズミの仲間は最古のネズミ類（リス・ヤマアラシの仲間を除く齧歯類の意）の一群で、第三紀漸新世に北半球で進化し、その後アジア・アフリカ大陸・南アメリカ大陸にも分布を広げたが、遥か後の時代に北半球で進化した狭義のネズミの仲間との競合により、旧大陸では基本的に南部で、北方ではポケット状に隔離された地域にだけ見られる。日本列島では中期更新世（チバニアン）の年代からバラブキヌゲネズミ属（Cricetulus）などの化石が発見されている。
一方、狭義のネズミの仲間の侵入が遅かった新大陸では分布が広い。ハムスターの仲間は西ヨーロッパからシベリア（クロハラハムスター）など北部にも分布するが、特徴の頬袋の存在は上述のような古い型の哺乳類であることを示している。

## 特徴

### 外見
地中生活に適応するため、体はずんぐりとしており、四肢も尻尾も短く進化している。ドワーフハムスターでも尻尾は毛皮の下に隠れてしまいほとんど目立たない。ただし、チャイニーズハムスターにはハムスター類で最も長い尾（2.8-3.1cm）があり物をつかむような機能をもつ。
左右にもともと口腔が陥没してできた頬袋（cheek pouch）と呼ばれる袋（盲嚢）をもつ。頬袋には伸縮性がありエサを収容しておくためのものである。
ゴールデンハムスターやドワーフハムスターには臭腺がある。
歯式は2 (1003/1003) の16本で、犬歯は退化し、2本の切歯（門歯）が一生伸び続ける。エナメル質が作られるときに銅などを取り込むため切歯の色は黄色である。
体重は、ジャンガリアンハムスターは30-50g、ゴールデンハムスターで80-150g。ハムスターの中で最も大型になる種はクロハラハムスターで、その体重は250g-600gに達する。寿命はジャンガリアンハムスターで2年、大型種のクロハラハムスターでも2年半ほどだが、ゴールデンハムスターに最大8年間生きた記録がある。

### 習性

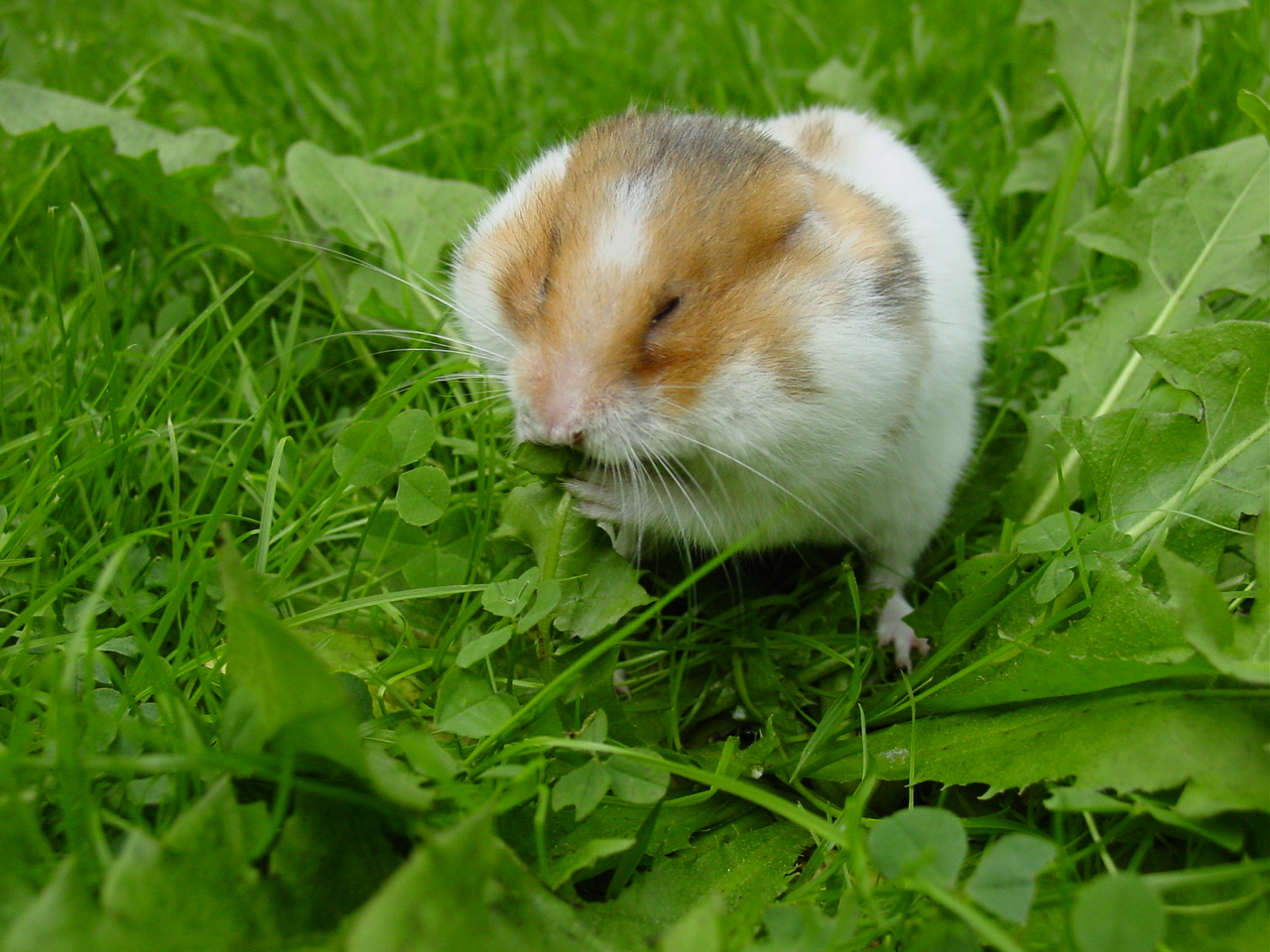
頬袋に餌を詰めるハムスター

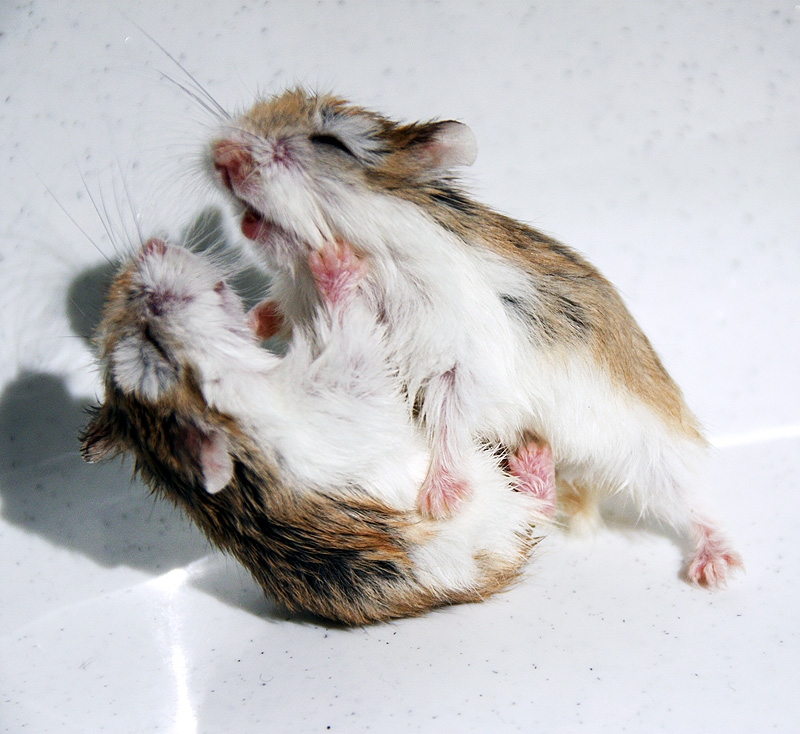
ハムスターの戦い

野生ではヨーロッパからアジアの乾燥地帯に分布。夜行性のため、日没後に巣穴から地上に出てきてエサ探しや縄張りのパトロールのために一晩に10km - 20kmを移動しながら生活している。野生のハムスターは、1日のほとんどを巣穴の中で過ごし、捕食者を避け明け方と夕暮れの短い時間のみに餌を探しに出掛ける。ハムスターは穴掘りの能力に優れており、複数の入口に、寝床、食料の貯蔵庫などの様々な部屋が繋っている巣穴を掘ることができる。野生のゴールデンハムスターは数が少なく絶滅が危惧されている。
頬袋に餌を収納し、一杯になるとその袋は2倍から3倍にもふくれ上がることがある。ここに溜めた食料を、自分の巣穴で吐き出して貯蔵する習性(貯食行動)がある。食性は穀食を中心とした草食性に近い雑食性で、野生状態では、木の実、穀物、野菜、果物、また昆虫やミールワームなども食べる。大型種のクロハラハムスターなどは小さいネズミ類や小鳥を食べることもある。飼育時に適したエサについては下記参照。ハムスターは時に自分の糞を食べることがある（食糞）。これは、一度では消化しきれなかった養分をもう一度吸収するためであり、異常行動ではない。
口に含んだ食べ物を保存する性質上、その食べ物はアルコール発酵する。そのため、ハムスターは高いアルコール耐性を持ち酩酊しない。また、水かアルコールかを選ばせる実験では、アルコールを好む行動をとった。(あくまでも実験であり、飼育においてアルコールを与えることは適切ではない。)
ハムスターの視力はあまり良くなく、また色盲である。そのため、外界の状況の把握は聴力と嗅覚に頼っている。臭腺の臭いを周りに散布することでなわばりを主張するとされており、特に自身の臭いに非常に敏感である。また、高周波を聴くことができるといわれており、超音波で互いにコミュニケーションしているとも考えられている。
気温が下がった場合は種によって対応が異なり、西ヨーロッパからシベリア・イラクに生息のクロハラハムスターは冬眠はせず、活動が非常に鈍るのみだが、シリアに生息するゴールデンハムスターは冬眠する（ただし最長でも5日 - 6日で目覚めて餌をとる）、ジャンガリアンハムスターは疑似冬眠と呼ばれる状態になり、夜明け前から夕方ごろの日中代謝が低下し夜間になると戻る。飼育下のハムスターだと疑似冬眠からうまく目覚めることができず、そのまま死んでしまうことがある。
性格はゴールデンハムスターなどでは体の大きいメスのほうがオスよりも気が強く、特に繁殖期などは飼育に注意を要する。
ゴールデンハムスターは縄張り意識が強く、一般的には1匹で生活する。縄張りを侵すと殺し合いのケンカをすることもある。一方、ドワーフハムスターと呼ばれる小さめのハムスターは、同種で、気が合えば2匹以上一緒に生活することもありうる。
草原や川岸に生息する野生種のクロハラハムスターは、泳ぐ能力があり、頬袋に空気を貯めて浮き袋にする習性がある。この習性は、元々砂漠地帯に生息していたゴールデンハムスターにも存在し、雨季の洪水などで水に落ちると、頬袋を膨らませて短時間ながら泳ぐことが確かめられている。

### 繁殖

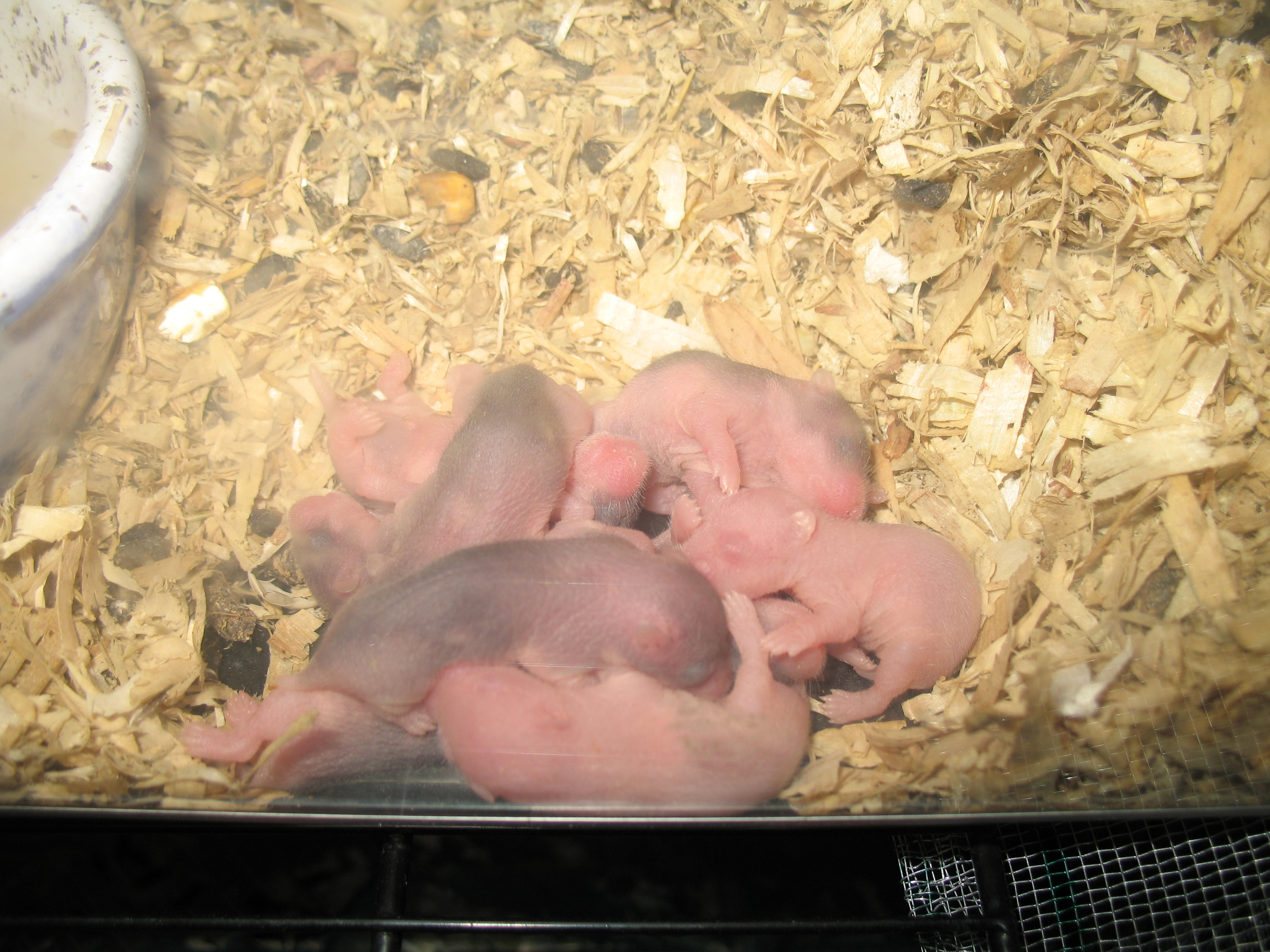
生後間もないハムスター

ハムスターが繁殖可能になる年齢は、種類によって異なるが一般的には月齢で1か月から3か月で交配可能となる。メスのハムスターの交配可能な期間はおよそ3年であるが、オスはもっと長いこともある。規則的な発情期を持つ。4月から10月に、2週間から1か月の妊娠期間の後、10匹前後の子を生む。ゴールデンハムスターは齧歯類の中でも特に性周期が安定しており、メスは4日の周期で発情を繰り返す。発情したメスは、背中側のお尻周辺を触ったり、甘噛みされると、尾を上げ交尾姿勢を取る。
また、種の違うもの（ゴールデンハムスター×ジャンガリアンハムスター、ジャンガリアンハムスター×キャンベルハムスターなど）の交雑は、基本的に不可能であり、妊娠したとしても母体・子供に危険が及ぶ確率が高いが、ジャンガリアンハムスターとキャンベルハムスターを交雑させたものは一般のペットショップにも出回っていることがある。

## 分類
分類はMusser & Carleton (2005) に従う。和名は霍野 (2000)・川田ほか (2018) による。
- キヌゲネズミ亜科 Cricetinae
  - エーフェルスマンキヌゲネズミ属 Allocricetulus
    - アルタイキヌゲネズミ Allocricetulus curtatus
    - エーフェルスマンキヌゲネズミ Allocricetulus eversmanni

  - カンスーキヌゲネズミ属 Cansumys
    - カンスーキヌゲネズミ Cansumys canus

  - バラブキヌゲネズミ属 Cricetulus
    - タカネキヌゲネズミ Cricetulus alticola
    - バラブキヌゲネズミ Cricetulus barabensis - モンゴルキヌゲネズミ（チャイニーズハムスター）C. griseusを含む[1]
    - チベットキヌゲネズミ Cricetulus kamensis
    - オナガキヌゲネズミ Cricetulus longicaudatus
    - タビキヌゲネズミ Cricetulus migratorius
    - ソコロフキヌゲネズミ Cricetulus sokolovi

  - クロハラハムスター属 Cricetus
    - クロハラハムスター Cricetus cricetus

  - ゴールデンハムスター属 Mesocricetus
    - ゴールデンハムスター Mesocricetus auratus
    - ブラントハムスター Mesocricetus brandti
    - ニュートンハムスター Mesocricetus newtoni
    - ラッデハムスター Mesocricetus raddei

  - ヒメキヌゲネズミ属 Phodopus
    - キャンベルキヌゲネズミ (キャンベルハムスター) Phodopus campbelli
    - ロボロフスキーキヌゲネズミ (ロボロフスキーハムスター) Phodopus roborovskii
    - ヒメキヌゲネズミ (ジャンガリアンハムスター) Phodopus sungorus

  - キヌゲネズミ属 Tscherskia
    - キヌゲネズミ Tscherskia triton

## 飼育

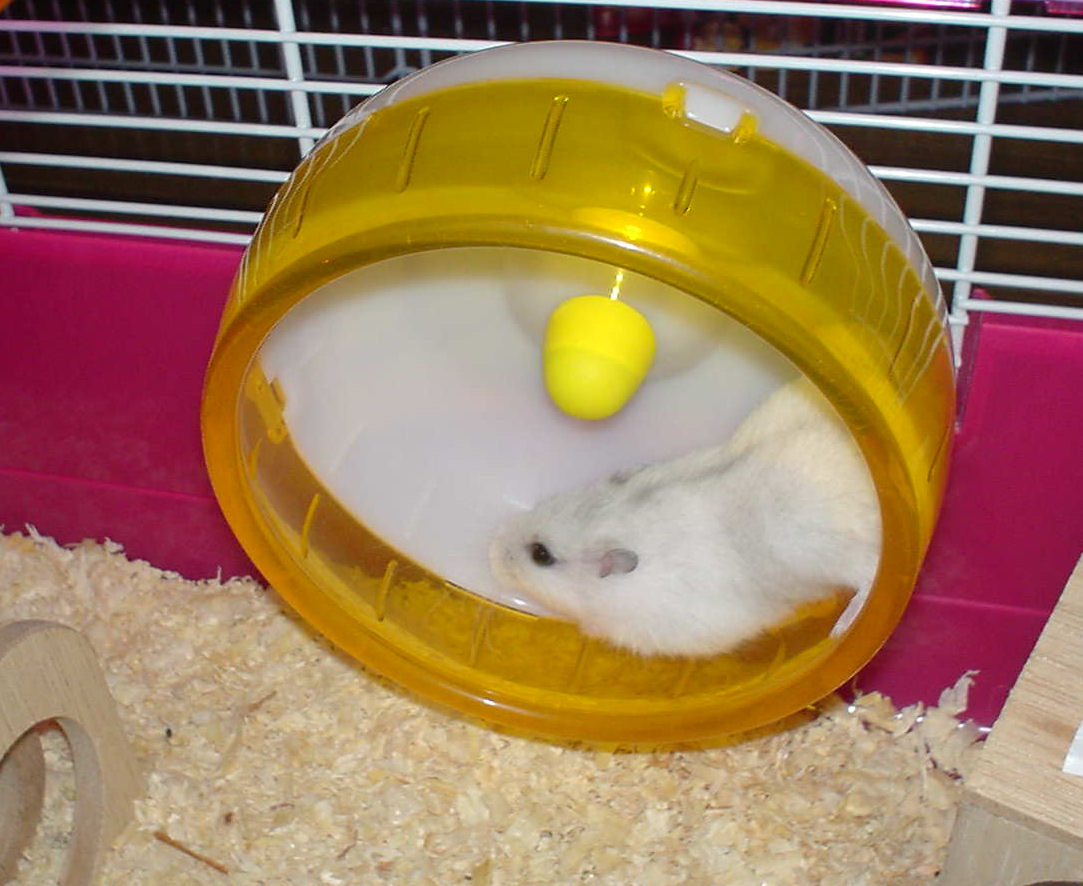
回し車を回すパールホワイト

ハムスターの中でもよく知られているのが、ゴールデンハムスター（シリアンハムスター）である。ペットとして飼われているゴールデンハムスターは1930年にシリアで捕獲された1匹の雌とその12匹の仔の子孫がイギリスで繁殖され、世界中に広まったものである。その後、野生種は発見されていないため、現存するゴールデンハムスターは皆彼らの子孫である。1931年にロンドン動物園でハムスターが展示・一般販売され、それ以後ハムスターがペットとして飼われるようになった。日本ではこうした飼育された個体が1950年に実験動物として移入されたものが起源である。
その後、体格が小さいドワーフタイプのハムスターがペットショップ等で扱われて一般化され、一例にジャンガリアンハムスターが輸入されたのは、昭和40年代で、ペットとして出回り始めたのは、1993年頃とされている。
2000年7月に放送開始のテレビアニメ『とっとこハム太郎』の影響でハムスターの飼育ブームが始まる。
ハムスターは飼いやすいため、ペットとしてよく飼われているが、本来はストレスを受けやすく人間とのコミュニケーションは負担になる。基本的には観賞用の生き物である。育て方や個体差により人に慣れることはあるが、懐くことは少ない。親子・兄弟であってもケンカにより共食いをし、死亡することがあるため単独飼育が基本であるが、種類によっては複数飼育が可能である場合もある。犬や猫のように人間とハムスターが共存してきた歴史は殆ど無いため、野性味が強く、警戒心や縄張り意識が強い。なので、不用意に手を差し伸べたりすると攻撃的になり本気で噛み付くことがあり、外傷を負うことがある。子供が扱いやすいイメージがあるが、幼児が誤ってケージに指を入れると噛まれて出血する恐れもあるため注意が必要。とくに小さい種類のハムスターほど警戒心が強い。
夜行性のため、昼間にかまいすぎるとストレスとなる。また、日光浴や野外の散歩は必要ない。
ハムスター用のケージは、大きく分けて金網タイプと水槽(プラスチックやガラス、アクリル)タイプがあり、それぞれ長所と短所がある。
金網タイプの長所は、風通しが良く夏は涼しい、重量が軽い等。短所は、冬は寒い、金網を登って落下し怪我をする、金網を齧って不正咬合になる、夜中に金網を齧る音がうるさい等。水槽タイプの長所は、プラスチック製だと軽い、冬は暖かい、よじ登れないので落下事故の危険がない等。短所は、ガラスやアクリル製だと重い、夏は暑い等。
市販のケージはサイズが小さすぎるものが多く出回っており、狭いと運動不足やストレスの原因にもなるため、市販のケージの中でもより大きいサイズを選んだり、プラスチック製の収納ケースで自作したりなどするのが好ましい。
ケージ内が狭いと運動不足になりがちとなるため、ハムスターの大きさにあった回し車などを与える。ただし、チャイニーズハムスターはほとんど回し車を使うことをしない。
ハムスターボールという、プラスチック製の球体にハムスターを閉じ込めて走らせる器具が以前から売られているが、ハムスターは閉じ込められた恐怖とパニックで走っているとされており、さらに、ハムスターボールが壁に衝突し骨折するなどの事故が多いことから、あまり推奨されていない。
室内散歩をさせることも運動不足解消の手段のひとつだが、注意点もある。例えば「外に脱走する」、「人間が誤って踏み潰す」、「家具の隙間から出てこなくなる」、「ケーブルを齧って感電(火災の危険性もある)」、「有害なものを食べる」、などが挙げられる。対策としては、小動物用のペットサークルを使用するなどすれば、安全に散歩をさせることができる。
切歯は伸び続けるため、飼育下では、小枝や板などの齧り木や市販の専用グッズなどで歯の過長を防ぐ必要がある。また、高齢の個体や栄養状態の悪い環境では爪が過長する傾向がある。爪切りは血管を避けて爪の先端を処理する。ハムスターの対応が可能な動物病院で定期的に診てもらうことが望ましい。
主に春と秋に換毛があり時期と期間に個体差があるが、複数飼育していると次々に換毛が発生することがある。ハムスターは自らグルーミングを行うが、特に長毛個体に対してはブラッシングを行って毛球症や腸閉塞を防ぐ。
急激な温度変化や乾燥には弱い。低温の環境下にみられる擬似冬眠状態のままにしておくと死亡するリスクがある。日本の気候はハムスターの飼育に適合しておらず、ほぼ一年中エアコン等で温度管理・湿度管理をする必要がある。

### エサ
主食は獣医師が推薦するような専用ペレット、または市販のハトの餌（トウモロコシ・ヒエ・粟・麦など低脂肪で腐りにくい穀物のミックス）を与え、副食は少量ずつ水を切ったもの（ニンジン、キャベツ、大根の葉、ブロッコリーなどの野菜や、農薬などに汚染されていないタンポポ、クローバー、レンゲなどの野草）をペレットと同量程度与えれば良いとされている。体重の5〜10%の量が適切とされる。また、ハムスターは下痢をし始めると脱水症状により致命的な状況になるため、野菜などによる水分の摂りすぎや、過食状態にさせないような食事を与えると良い。また、「ハムスターといえばヒマワリの種」というイメージが定着しているが、ヒマワリの種は主食ではない。
ピーナッツやヒマワリの種子は脂肪分が多いため、肥満を誘発しないよう、おやつとして少量に制限することが推奨されている。動物性たんぱく質を含むおやつとして、ゆで卵の黄身、白身、低塩チーズ、ヨーグルト、ペット用の煮干し、ミールワームをごく少量与えると良いが、専用ペレットを与えていれば必須ではないとされている。
なお、ハムスターには餌を隠したり頬袋に溜め込む習性があるため、実際のエサの摂取量を測定することは困難である。掃除の際にどれ程のエサを巣箱等に隠しているかを確認し、適量を判断することが重要である。

#### 中毒を起こす物質
ハムスターに食中毒を起こさせる主な化学物質としては、アリルプロピルジスルファイド（ネギ、タマネギ、ニラ、ニンニクの類に含まれる溶血を引き起こす物質）、テオブロミンおよびカフェイン（チョコレート、紅茶、コーヒーなどに含まれる嘔吐・下痢・昏睡を引き起こす物質）、ソラニン（ジャガイモの芽や皮に含まれ、催奇性、嘔吐・下痢などを引き起こすステロイドアルカロイド）、ペルシン（アボカドなどに含まれる中毒物質。嘔吐・下痢・呼吸困難・肺水腫を引き起こす危険のある物質）、アルコール飲料などがある。
卵については、生卵の白身だけ与えるとビオチン欠乏症を発症するが、白身を加熱して黄身と一緒に与えれば同症にならないとされる。
ハムスターにとってゆで卵の黄身は毒性がなく、蛋白源として適量与えてもかまわないとされている（ただし、ゆで卵は腐りやすい餌であるという指摘もなされている）。
2017年には、餌にトウモロコシの比率が高まるとナイアシンが不足し、攻撃性が高まって共食いなどを行うようになるという研究結果が、ストラスブルグ大学の学者らによって明らかになっている。
その他ハムスターに与えてはいけないものとして、人間用に加工された食品(総菜やお菓子等)やジュース、バラ科植物(リンゴ、サクランボ、モモ、アンズなど)の種子、生の豆類(とくにインゲン豆)、アク抜きしてないホウレンソウなどの野菜、柑橘類、ニンニク、アーモンド、ドングリ、ナス、ごぼう、カビが生えたもの、腐敗したもの、塩分や油分が多いもの、などが挙げられる。レタスや白菜、モヤシなどの水分が多い野菜は与えすぎないよう注意が必要である。冷凍や加熱をしたものは、必ず常温にしてから与える必要がある。
与えて良いか分からない食べ物は自己判断で与えず、獣医師に相談したり、専門家監修の飼育本などで安全性を調べてから与えることが好ましい。当然、ハムスター自身には食べ物が安全かどうか判断する能力はないので、「ハムスターが好んで食べてるから大丈夫」などと勝手に判断してしまうのは大きな間違いである。

#### 飲水に関する配慮
基本的には、ハムスター用の給水ボトルに水道水を入れて与える。水は毎日取り替える必要がある。カルキ臭が気になる場合には沸かした水を冷まして与えることもできる。ハムスター（特にドワーフハムスターなど）には水を口にしない個体が見られることがある。ペレットを主食として飼育する場合には飲水が不可欠である。水分不足になると食事量が減ったり尿路結石などの原因となる。

### 飼育される種類
ゴールデンハムスター（学名：Mesocricetus auratus）
ペットのハムスターとしては大型で知能が高く、人になれやすい。多少のことでは噛むことはない。ただし人間を敵であると認識すると積極的に攻撃してくるほど気が強いところがある。ゴールデン、パールホワイト、ダルメシアン、ロングコートなどの品種がある。特にアプリコット色の個体はキンクマハムスターと呼ばれることもある。
ロボロフスキーハムスター（学名：Phodopus roborovskii）
体長は約7cm～10cmでペットとして最小のハムスター。臆病でなつきにくく、もっぱら鑑賞用として飼われているハムスター。興味のあるものは噛んで確かめにくる習性がある。
ジャンガリアンハムスター（学名：Phodopus sungorus）
ドワーフハムスターとしては温厚で慣れやすい。丸っこい体型で野生種は背中の濃い筋が特徴だが、品種改良によってパールホワイトやブルーサファイヤ、プディングなど様々な品種が存在する。
キャンベルハムスター（学名：Phodopus campbelli）
生物学的にはジャンガリアンハムスターと同じと言われているが、ロシアの研究で遺伝子に差が発見され、習性も異なるため、区別されている。野生種同士の外見は殆ど同じで区別は難しい。性格は臆病で警戒心が強く、比較的噛み付いてくる傾向がある。観賞用に向いているが、忍耐強く接すれば手乗りにもなる。体毛は背と腹の色が分かれているタイプと全身一色のタイプがあり、品種は野生種の他、アルビノやチョコレート、ブルーなど数多い。全身黒いものは「ブラックキャンベル」と呼ばれている。ペットショップで「ブラックジャンガリアン」として売られているものは、ブラックキャンベルとジャンガリアンのハイブリッド個体か、またはブラックキャンベルであるが、ハイブリッドかどうかの判別が難しいため、血統のはっきりした個体を飼うことが重要である。なお、ジャンガリアンハムスターの毛色にブラックは存在しない。

## ハムスターが原因となる人間の病気
ハムスターに噛まれるなどの要因で、人間がアナフィラキシーショック（急性アレルギー反応）を引きおこすことが知られている。
2004年9月に日本人の男性がハムスターに噛まれたことによりアナフィラキシーが発生、さらに持病であった気管支喘息を誘発し死亡した例がある。
そのため、気管支喘息や皮膚炎などアレルギー性疾患を起こしたことがある人は、そのことに留意し、病院でハムスターアレルギーであるかを検査してもらうなどの対策が必要とされる。　
その他、サルモネラ菌などの細菌や真菌(カビ)、ウイルス等がハムスターを媒介して人間に感染する可能性もあるため、飼育環境やケージ内は定期的に掃除し、清潔にしておく必要がある。